# Brasão de armas do Djibuti
O brasão de armas do Djibuti (ou Djibuti) foi introduzido após a independência, em 27 de Junho de 1977. É delimitado nas laterais com ramos de louro. Dentro desse perímetro, existe uma lança vertical, em frente da qual está um escudo. Abaixo do escudo, duas mãos em punho, distanciadas da lança, erguem uma grande faca. Estas duas mãos simbolizam os dois principais grupos étnicos do país: o grupo étnico afar e o grupo étnico issa. Sobre o escudo está patente uma estrela vermelha de cinco pontas.